# Ulrike Bail
Ulrike Bail (* 28. Mai 1960 in Metzingen) ist eine deutsch-luxemburgische Schriftstellerin und evangelische Theologin.

## Leben
Bail studierte evangelische Theologie und Germanistik an der Universität Tübingen. Nach dem Studium absolvierte sie von 1988 bis 1991 ihr Vikariat in der Evangelischen Landeskirche in Württemberg (kirchlicher Probedienst – Pfrin z. A. – von 1991 bis 1994). Anschließend (von 1994 bis 1996) war sie wissenschaftliche Mitarbeiterin an der Johann Wolfgang Goethe-Universität sowie von 1996 bis 2003 wissenschaftliche Assistentin an der Ruhr-Universität Bochum, wo sie folgend promovierte (1997) und sich habilitierte (2003). Ab 2003 lehrte sie als Privatdozentin im Fach Altes Testament an der Evangelisch-Theologischen Fakultät an der Universität Bochum. Im Jahr 2010 wurde ihr der Titel einer außerplanmäßigen Professorin verliehen. Weiterhin lehrte sie 2004/2005 feministische Theologie und theologische Frauenforschung an der Humboldt-Universität Berlin.
Im Jahr 2005 verlegte sie ihren Wohnsitz nach Luxemburg und seit 2006 ist sie als freischaffende Autorin tätig. Verschiedene Texte Bails wurden in andere Sprachen übersetzt, so ins Französische, Englische, Russische und Arabische und zum Teil auch vertont, so z. B. von der Komponistin Susanna Baltensperger (CH) und dem Komponisten Claude Lenners (L).

## Auszeichnungen
- 2004 Henning-Schröer-Förderpreis für verständliche Theologie für „Die verzogene Sehnsucht hinkt an ihrem Ort“. Literarische Überlebensstrategien nach der Zerstörung Jerusalems im Alten Testament[7]
- 2007 Gottespoetinnenpreis des Claudius Verlags, gemeinsam mit: Michaela Geiger, Christl M. Maier und Simone Pottmann für die Übersetzung der Psalmen in der Bibel in gerechter Sprache[8]
- 2008 Preisträgerin des Literaturwettbewerbs der Gesellschaft für Osteuropaförderung in Zusammenarbeit mit der Gesellschaft für neue Literatur e.V. / Berlin.[9]
- 2011 Concours littéraire national 2. Preis für sterbezettel[10]
- 2015 Concours littéraire national 2. Preis für Die Empfindlichkeit der Libelle[10]
- 2020 Concours littéraire national 1. Preis für statt einer ankunft[10]
- 2020 Autorin des Jahres der Autorinnenvereinigung e.V.[11]
- 2021 Prix Servais für wie viele faden tief[12]

## Veröffentlichungen (Auswahl)
Wissenschaftliche Monographien
- Gegen das Schweigen klagen. Eine intertextuelle Studie zu den Klagepsalmen PS 6 und PS 55 und der Erzählung von der Vergewaltigung Tamars. Zugl.: Bochum, Univ., Diss., 1997. Kaiser Gütersloher Verl.-Haus, Gütersloh 1998, ISBN 3-579-00187-6.
- „Die verzogene Sehnsucht hinkt an ihrem Ort“. Literarische Überlebensstrategien nach der Zerstörung Jerusalems im Alten Testament. Zugl.: Bochum, Ruhr-Univ., Habil.-Schr., 2003. Gütersloher Verl.-Haus, Gütersloh 2004, ISBN 3-579-05424-4.

Lyrik
- wundklee streut aus. Gedichte. Conte-Verl., Saarbrücken 2011, ISBN 978-3-941657-30-4.
- 'bild-notizen, nach dem sturm', Künstlerbuch mit Bildern von Victor Nicolaev, Gedichten von Ulrike Bail und Nachdichtungen dieser Gedichte auf Russisch von Ildar Kharissov, Berlin 2012.[13]
- sterbezettel. Gedichte. edition offenes Feld, Dortmund 2016, ISBN 978-3-7412-9038-1.[14]
- Die Empfindlichkeit der Libelle. 1. Auflage. Éditions Phi, Esch-sur-Alzette 2017, ISBN 978-99959-37-38-6.
- wie viele faden tief. Gedichte. Conte Verlag, St. Ingbert 2020, ISBN 978-3-95602-216-6.
- statt einer ankunft. Conte Verlag, St. Ingbert 2021, ISBN 978-3-95602-229-6.
- im halblichten geäst deines atems. Conte Verlag, St. Ingbert 2023, ISBN 978-3-95602-266-1.
- trosttiere mes ormeaux. Rede. Rede zur Literatur 13. Centre national de littérature, Mersch 2024, ISBN 978-2-919-79825-4.

Weiteres
- mit Frank Crüsemann, Marlene Crüsemann, Erhard Domay, Jürgen Ebach, Claudia Janssen, Hanne Köhler, Helga Kuhlmann, Martin Leutzsch, Luise Schottroff (Hrsg.): Bibel in gerechter Sprache. Gütersloher Verlagshaus, Gütersloh 2006, ISBN 3-579-05500-3
- Von Sirenengesang, freien Samstagen und einem Schrei. Schriftstellerinnen in Luxemburg als intertextuelle Gefährtinnen Melusinas. In: Danielle Roster (Hrsg.). Not the girl you're looking for - Melusina rediscovered. Objekt + Subjekt Frau in der Kultur Luxemburgs = objet + sujet - la femme dans la culture au Luxembourg. Cid-femmes, Luxemburg 2010, ISBN 978-99959-652-0-4.